# Abela
Abela ist eine portugiesische Gemeinde im Kreis (Concelho) Santiago do Cacém (Distrikt Setúbal) mit 836 Einwohnern (Stand 19. April 2021) und einer Fläche von 137,7 km². Die Gemeinde besteht neben dem Ort Abela aus den Orten Cova do Gato, Outeiro do Lobo, Boticos und Foros do Barão.
Der Ort liegt an der Straße zwischen Santiago do Cacém und Ermidas-Sado. Er ist landwirtschaftlich geprägt und verfügt über einen alten Dorfkern sowie eine eigene Kirche. Im Ort befindet sich eine Ölmühle, die die Olivenernte der gesamten Umgebung verarbeitet.
Die Besiedelung dieser Gegend geht auf die Bronzezeit und die Kelten zurück. Es wurden in der gesamten Umgebung von Abela viele Gebrauchs- und Kunstgegenstände dieser Zeit gefunden, die heute im staatlichen Museum von Santiago do Cacém ausgestellt sind.